# Palingenia longicauda
Espèce
Palingenia longicauda est une espèce d'insectes aquatiques éphéméroptères de la famille des Palingeniidae.

## Description
Il est connu sous le nom d’Éphémère Tisza, d'après la rivière Tisza où il peut être trouvé en Europe de l'est, ainsi que sous le nom d’Éphémère à longue queue et d'Éphémère géante[réf. nécessaire], car c'est la plus grande espèce d'éphémère d'Europe, mesurant 12 cm de la tête à la queue.

## Mode de vie

### Stade larvaire
Les œufs (entre 8 000 et 9 000 par ponte) sont pondus dans une eau stagnante ou calme, par la femelle. Leur taille varie entre 0,36 et 0,38 mm ; ils dérivent parfois sur plusieurs kilomètres, au fil de l'eau.
Les larves se fixent dans un substrat composé d'argiles et de graviers, jusqu'à 9 m de profondeur. L'environnement idéal pour les œufs a été rapporté par Csoknya et Halasy (1974) : « la distribution en larves la plus uniforme se rencontre à 5 m des berges dans le lit de la rivière, à des profondeurs de 60 cm. Les jeunes larves (0,5-20,5 mm) se rencontrent principalement près des rives (3 m) dans la boue, tandis que les larves de grande taille (20,5 à 40 mm) se situent quant à elles entre 3 et 7 m des berges ».
Les larves creusent un tunnel en forme de « U » à l'aide de leurs pattes postérieures puissantes par rapport à leur taille et de leurs mandibules élargies. Par des mouvements ondulatoires et grâce à leurs branchies trachéales, les larves créent un flux d'eau constant et unidirectionnel à l'intérieur de leur tunnel dans le double but de maintenir une oxygénation optimale et d'évacuer le CO2 et les déjections. Le tunnel d'une larve en fin de croissance mesure jusqu'à 10 à 15 cm de long pour un diamètre de 6 à 8 mm.
On observe des densités de tunnels avoisinant entre 400 et 1 000 par mètre carré selon l'environnement.
Les larves ont un rythme circadien nocturne : elles restent logées dans leur tunnel durant la journée, puis sortent à la nuit tombée pour explorer les alentours à la recherche de nourriture (matières organiques au fond de la rivière).

### Adultes
Le dernier stade de la métamorphose – stade de reproduction – s'appelle l'imago. Ce stade ne dure qu'environ deux heures et son seul but est l'accouplement. Les femelles sont reconnaissables en raison de leur corps large, des ailes blanches et larges, de petits yeux, et leurs filaments caudaux trois fois plus courts que ceux des mâles. Plus robustes et puissantes que les mâles, elles volent plus rapidement (18 km/h) et plus haut (14 km/h).
On observe généralement les plus grandes émergences de masse (plusieurs dizaines de milliers d'individus) sur le Danube, en fin de printemps, entre le 5 et le 20 juin et entre 15h et 19h30 précisément. On peut dans ce cas observer plus de 120 individus par m3 d'air.
- Entre 15h et 15h30, les larves mâles quittent leur tunnel dans le lit de la rivière pour rejoindre la surface où ils vont effectuer une première métamorphose aboutissant à une forme ailée intermédiaire dite subimaginale (forme ailée intermédiaire entre la larve et l'adulte). Ces subadultes volent aussitôt en direction des berges, s'agrippent à la végétation, à un rocher ou tout autre type de support pour accomplir une seconde métamorphose donnant la forme adulte (imaginale) définitive.
- Vers 16h – 16h30, les larves femelles remontent à leur tour à la surface pour réaliser une unique métamorphose (les femelles sont dépourvues de formes subimaginales) et acquérir leur forme adulte définitive. On ne sait pas encore de manière certaine pourquoi les mâles émergent 1h plus tôt que les femelles, mais la nécessité de réaliser une mue supplémentaire sur les berges y est probablement pour quelque chose.
- À partir de 17h30, et pour 2h, les mâles et les femelles volent ensemble, formant d'importantes nuées (vols de masse) au-dessus de la rivière à la recherche d'un partenaire sexuel : les mâles meurent immédiatement après, suivis des femelles immédiatement après la ponte.

Contrairement à de nombreuses autres espèces d'éphémères, les adultes de P. longicauda ne s'éloignent jamais de l'eau ; ils volent bas et leurs cerques touchent ou balayent fréquemment la surface. La lenteur du cours d'eau (Danube, Tisza, Raba, mais aussi des rivières mineures comme l'Horyn en Ukraine) et l'absence de poissons se nourrissant en surface contribuent à ce phénomène. La présence de P. longicauda est un indicateur d'une eau propre et non polluée. Aujourd'hui disparu dans de nombreux pays européens, on le trouve sur la rivière Tisza (Slovaquie, Serbie et Hongrie), sur la Prut et la Bega (en Roumanie) et sur l'Ukrina (en Bosnie-Herzégovine).

## Habitat
Comme de très nombreuses espèces autrefois endémiques, P. longicauda a disparu de 98 % de son aire naturelle : elle couvrait, avant le XXe siècle, la quasi-totalité des grands bassins hydrographiques est-, centre- et ouest-européens notamment jusqu'à la Loire. Le déclin spectaculaire de l'espèce coïncide avec l'altération hydromorphologique rapide et intense (anthropisation des milieux) et avec la pollution des rivières européennes qui a connu un apogée dans les années 1930. L'espèce a disparu de la Loire (France) en 1922, du Rhin (Allemagne) en 1952 et du Danube (Serbie et Bulgarie) en 1973.
Aujourd'hui, P. longicauda persiste et est uniquement cantonnée à la rivière Tisza et aux chaînes inférieures des affluents de cette rivière en Hongrie, soit environ 2 % de son ancienne aire de répartition. Des individus ont été récemment observés dans la rivière Raba après 40 ans sans signalement.

## Galerie

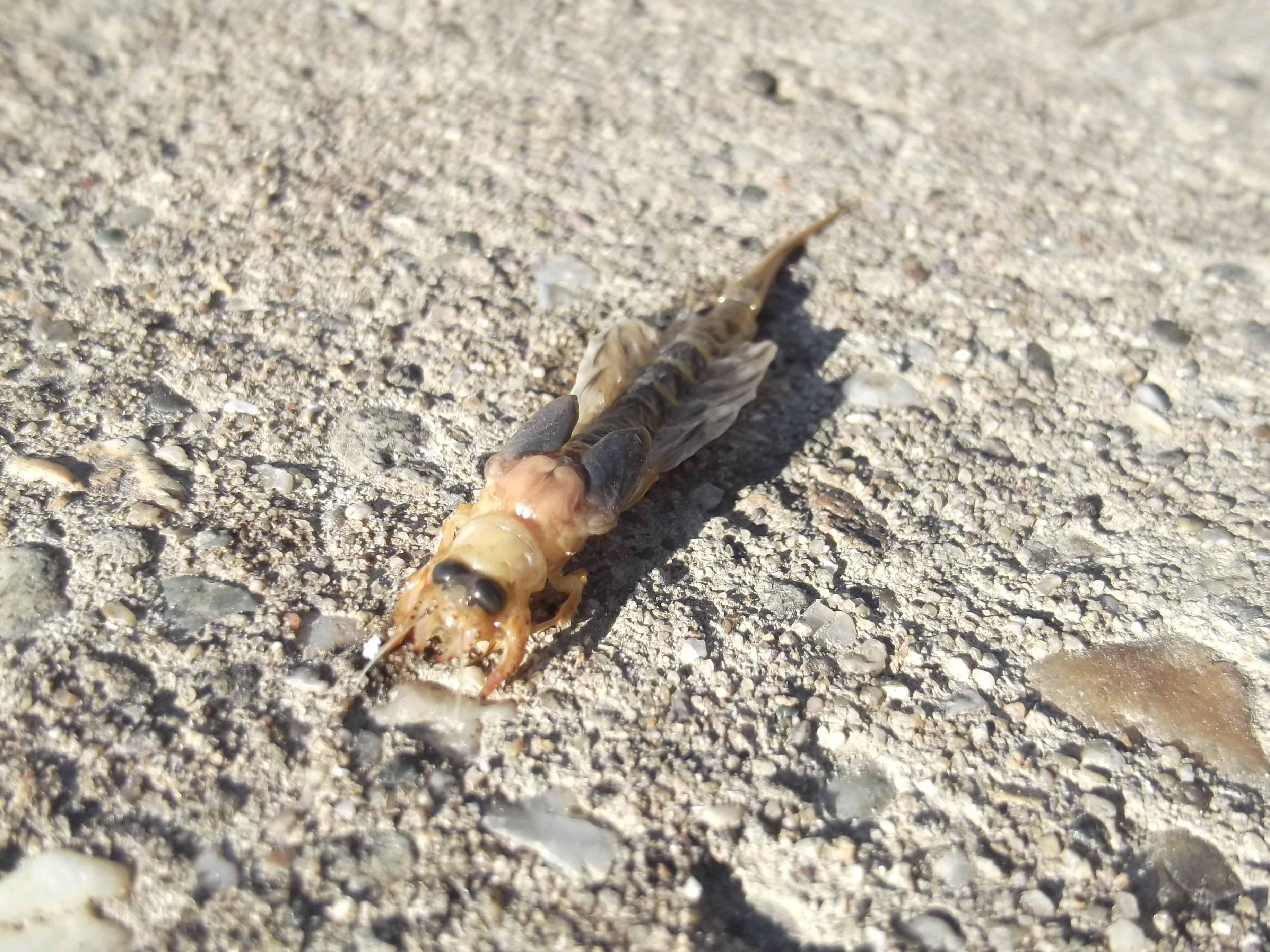
Nymphe sortie de son tunnel.
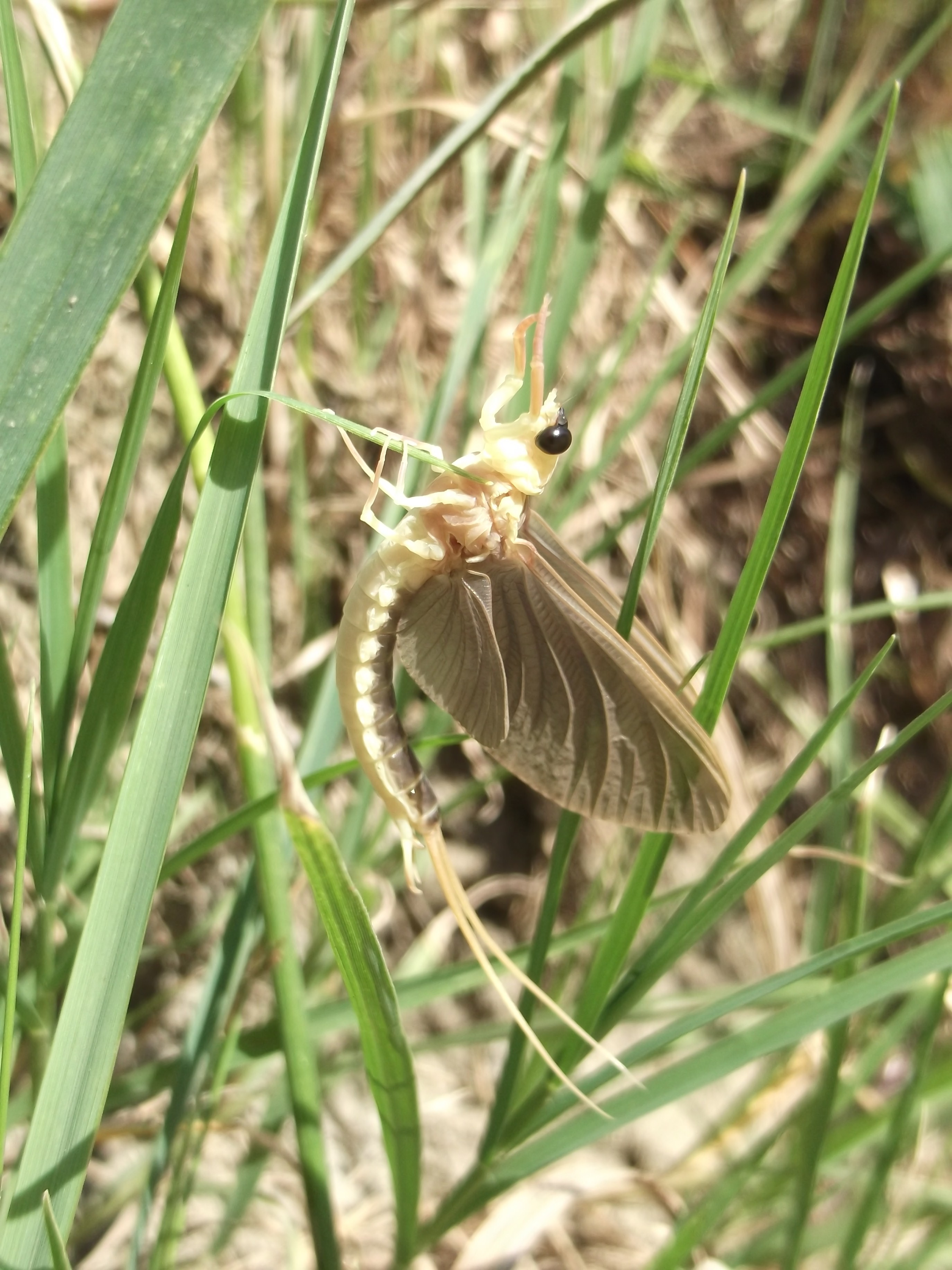
Mâle (imago) de profil.
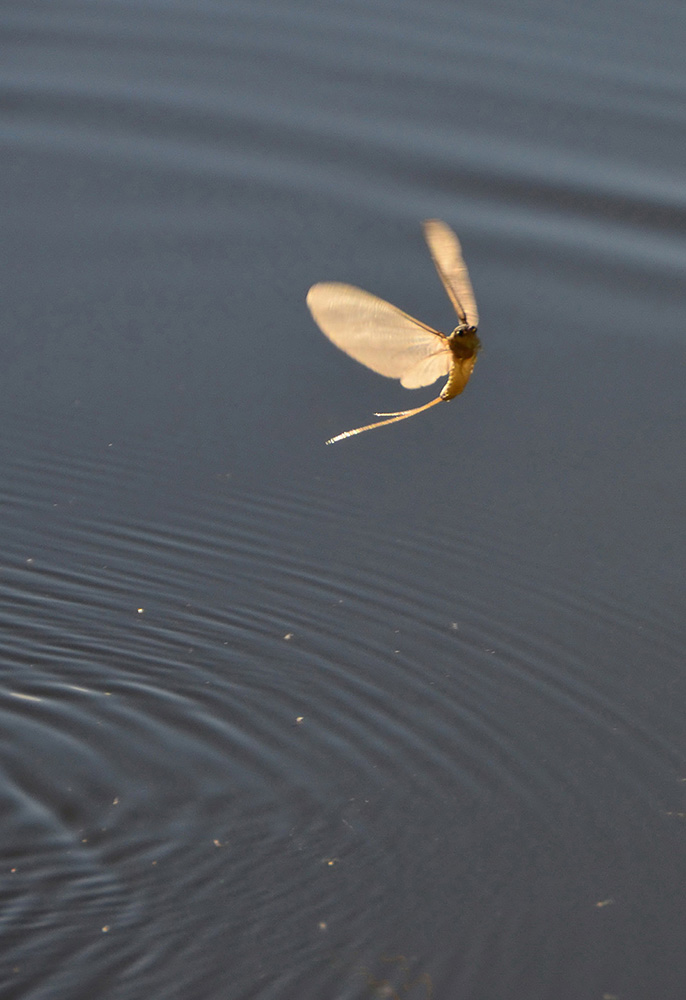
S'élançant sur l'eau.
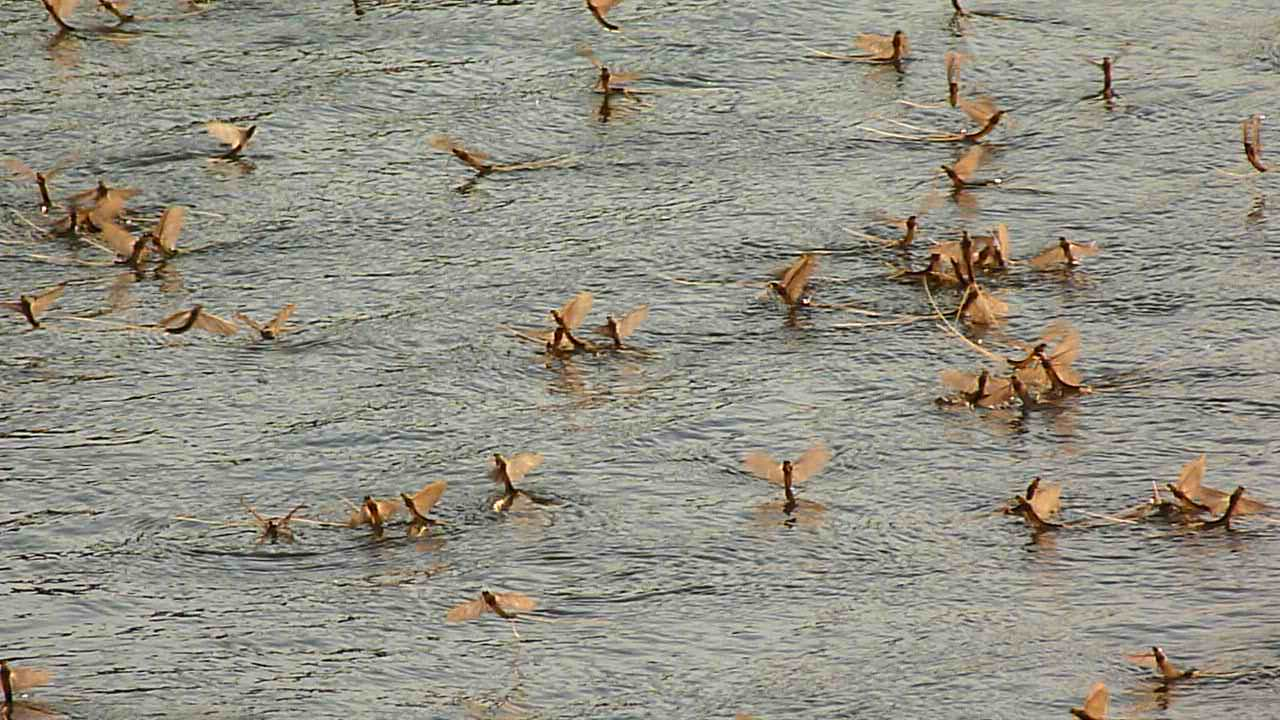
Imagos en reproduction.
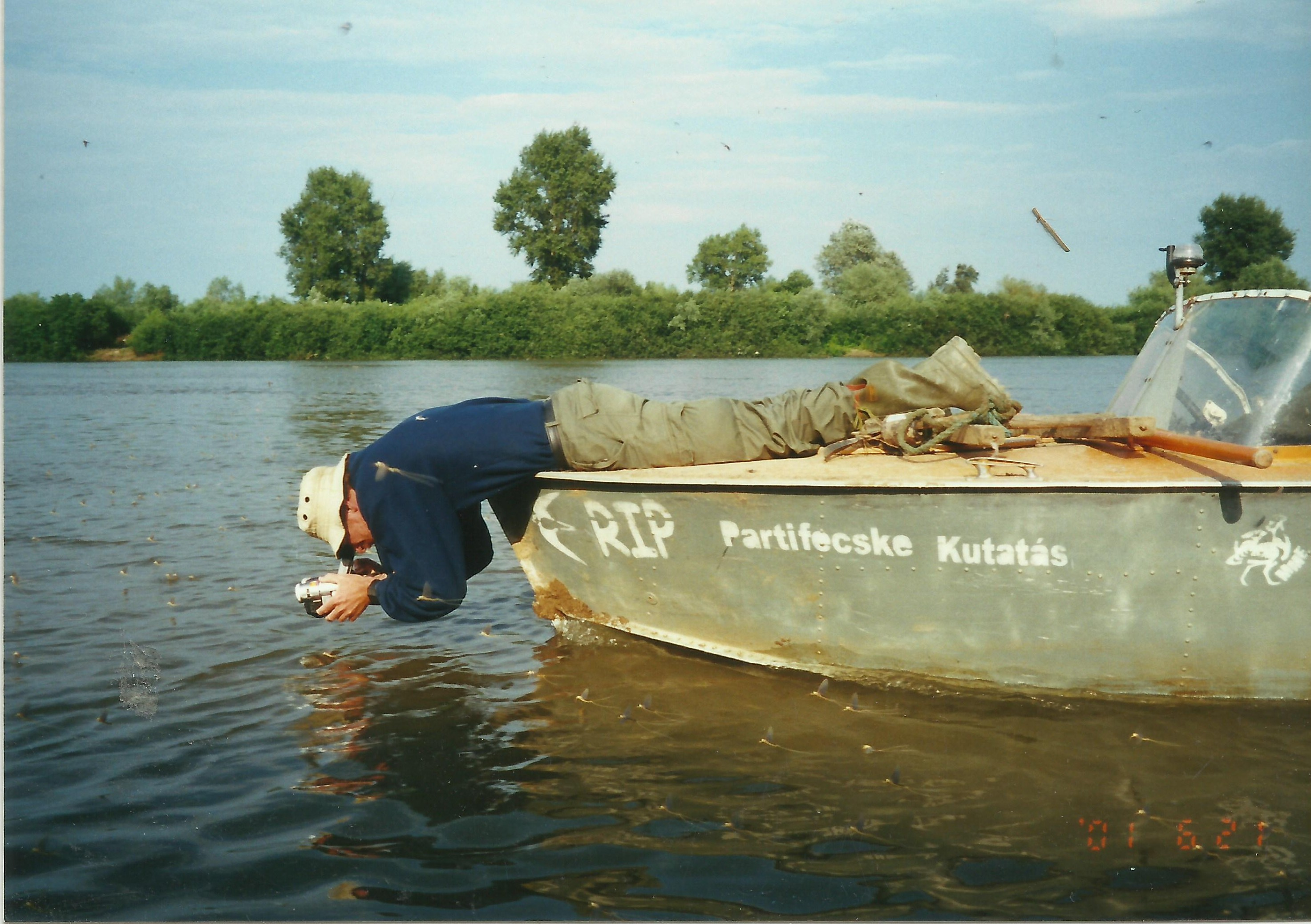
Patience et vivacité sont des qualités indispensables à l'entomologiste photographe.

## Systématique
Le nom valide complet (avec auteur) de ce taxon est Palingenia longicauda (Olivier, 1791).
L'espèce a été initialement classée dans le genre Ephemera sous le protonyme Ephemera longicauda Olivier, 1791.
Palingenia longicauda a pour synonyme :
- Ephemera longicauda Olivier, 1791